# شهباء (سيارة)
سيارة شهباء، سيارة من صناعة وإنتاج الشركة السورية الإيرانية لصناعة وتجميع السيارات سيامكو لتكون رابع نوع سيارات من إنتاج الشركة. أطلقت إلى الأسواق في مايو عام 2017 م خلال معرض سيرفكس 2017.

## سعر سيارة شهباء
يبلغ سعر السيارة 7,300,000 ل.س أي مايعادل 13,500 دولار أمريكي.